# Graptemys geographica
Graptemys geographica là một loài rùa trong họ Emydidae. Loài này được Le Sueur mô tả khoa học đầu tiên năm 1817.

## Hình ảnh

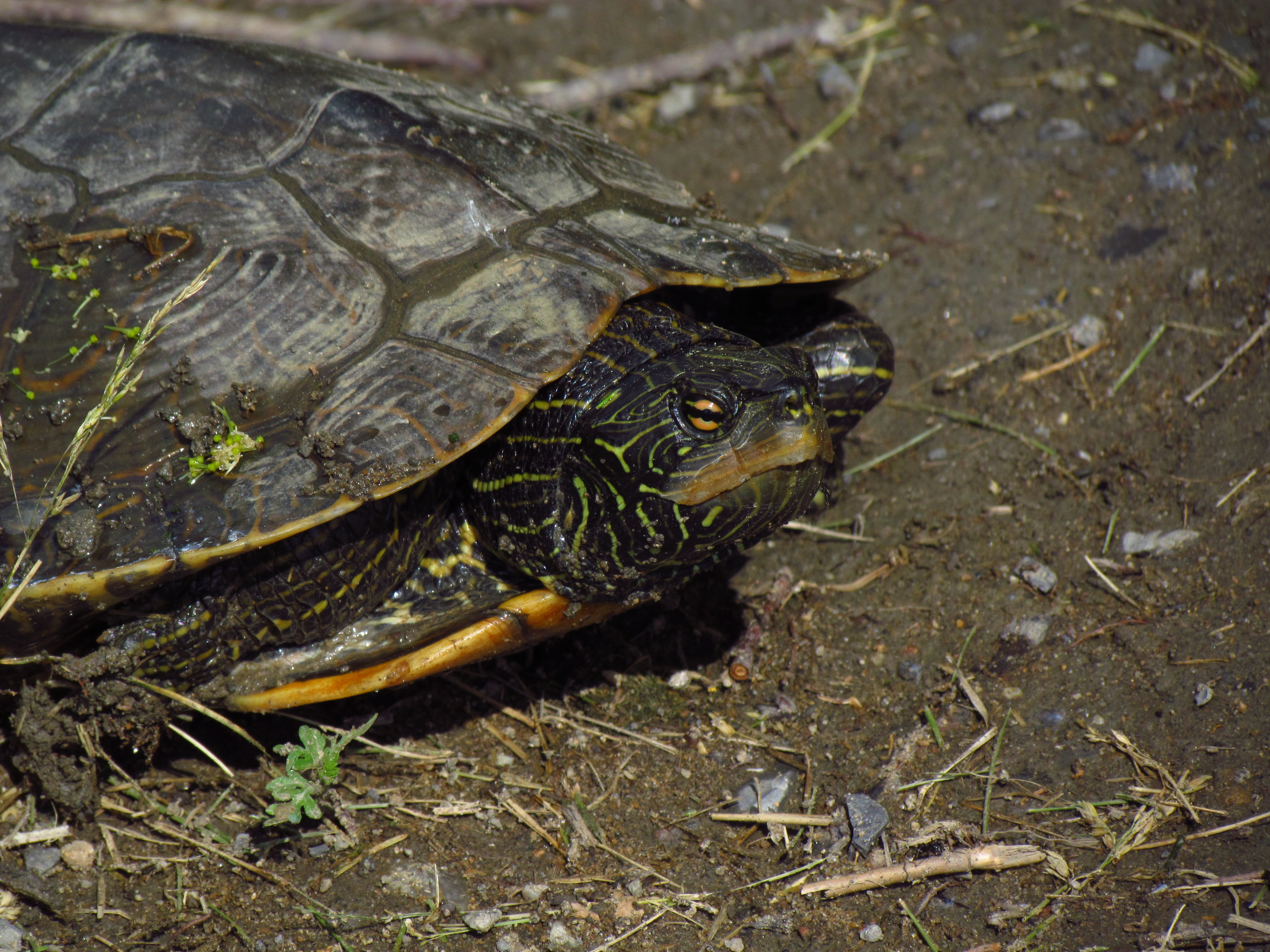
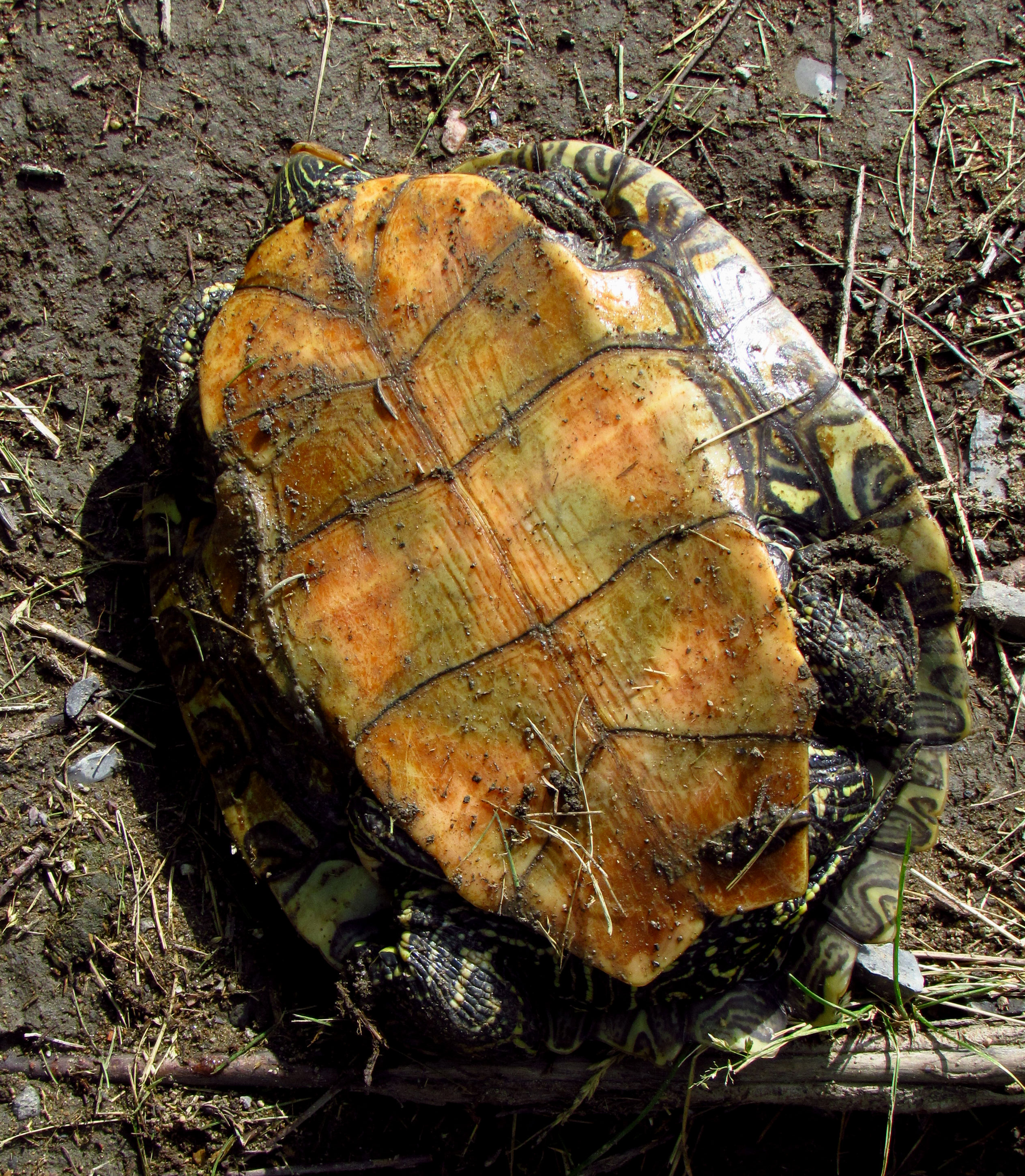
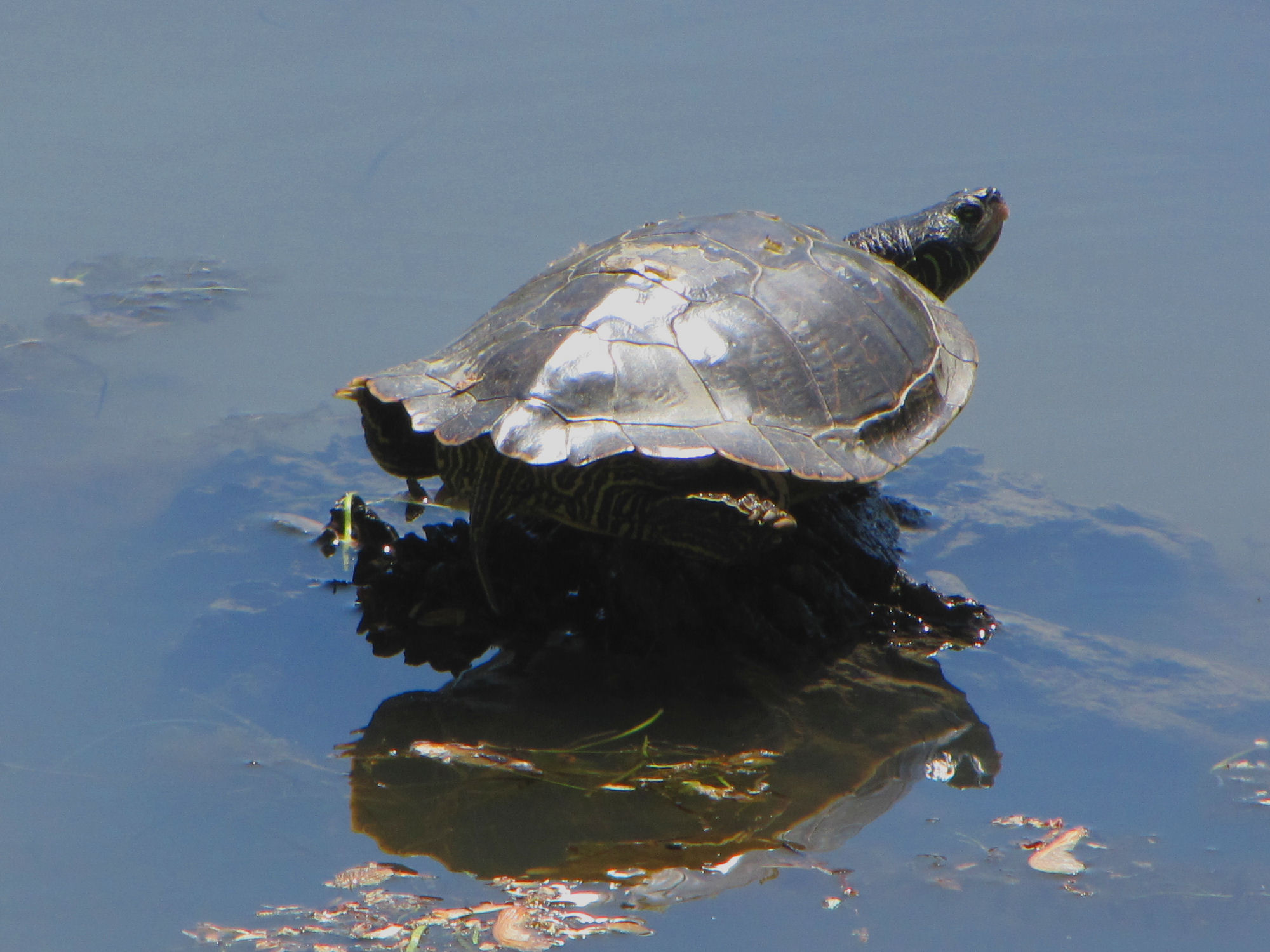
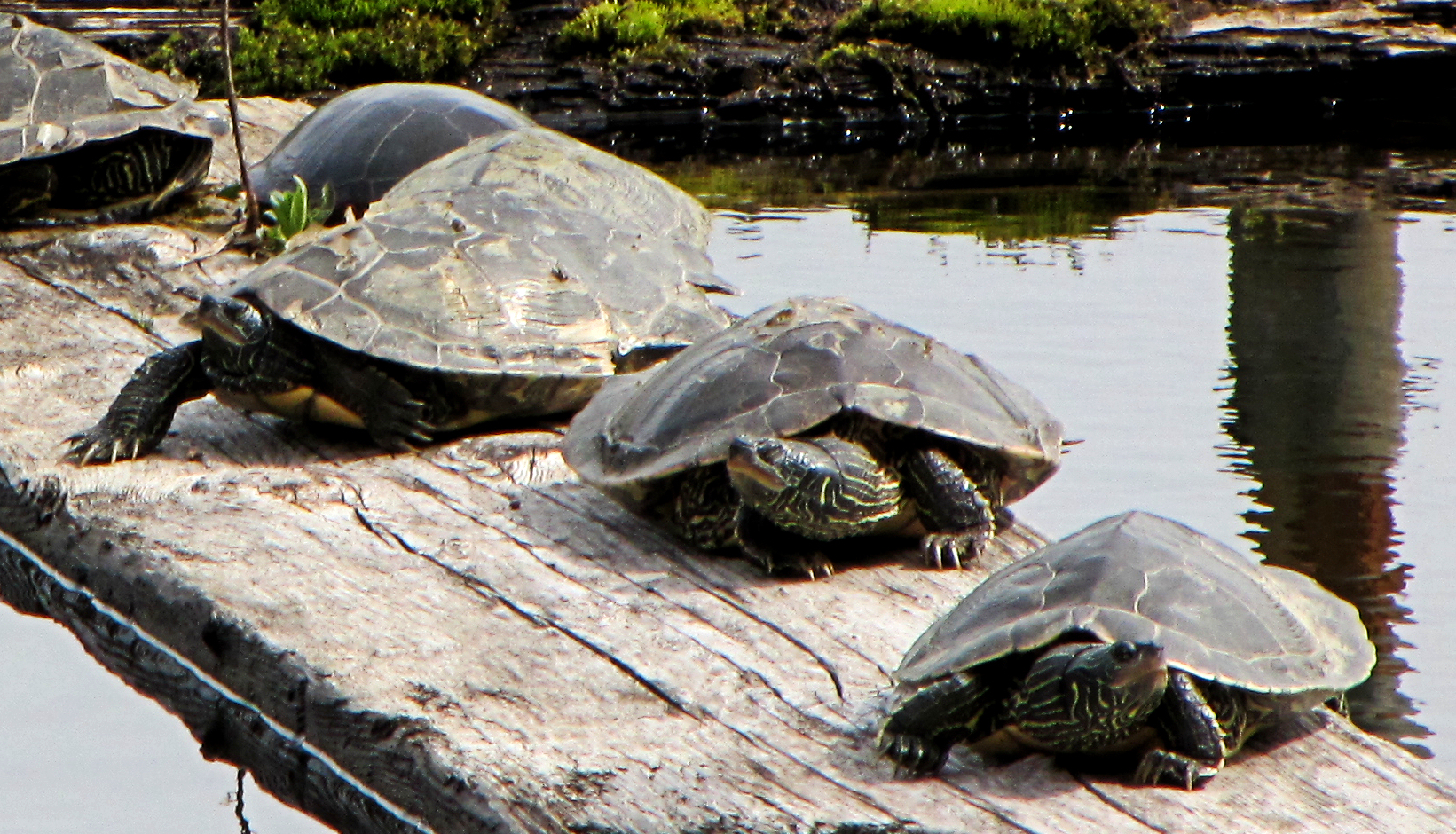